# 우민현
우민현(베트남어: Huyện U Minh / 縣烏明)은 베트남 메콩강 삼각주 까마우성의 현이다.

## 행정 구역
우민현은 1시진, 7사를 관할하고 있다.

### 시진
- 우민 시진 (Thị trấn U Minh, 烏明市鎭)

### 사
- 카인안 사 (Xã Khánh An, 慶安社)
- 카인호아 사 (Xã Khánh Hòa, 慶和社)
- 카인호이 사 (Xã Khánh Hội, 慶會社)
- 카인럼 사 (Xã Khánh Lâm, 慶林社)
- 카인투언 사 (Xã Khánh Thuận, 慶順社)
- 카인띠엔 사 (Xã Khánh Tiến, 慶進社)
- 응우엔픽 사 (Xã Nguyễn Phích, 阮霹社)